# Boddingtons
Cet article possède un paronyme, voir Boddington.
Boddingtons Bitter est une bière bitter de couleur ambrée produit à l'origine par Boddington & Co dans leur brasserie Strangeways à Manchester, en Angleterre. Il appartient maintenant à AB-InBev et est produit dans leur brasserie de Samlesbury, dans le Lancashire.
Il s'agit de l'une des premières bières à être conditionnée dans des canettes contenant un widget, ce qui lui donne une tête crémeuse de style brouillon. Dans les années 1990, la bière est fortement commercialisée sous le nom de The Cream of Manchester. Les publicités de 1996 à 1999 mettaient en vedette Melanie Sykes, qui est revenue aux publicités en 2017 pour marquer 21 ans depuis sa première publicité.
Whitbread acquiert Boddingtons en 1989 et lance une distribution nationale de la bière. Boddingtons Bitter atteint son pic de part de marché en 1997 et est alors exporté dans plus de quarante pays. Interbrew (maintenant AB-InBev) acquiert la Whitbread Beer Company en 2000. La brasserie Strangeways est fermée en 2004 et la production de Boddingtons pasteurisés (fût et canette) est transférée à Samlesbury. La production de la bière conditionnée en fût est transférée à la Hydes Brewery à Moss Side, Manchester jusqu'à son arrêt en 2012.

## Histoire

### Débuts de production
La Boddingtons Bitter dans sa forme actuelle est introduite en 1971, brassée à la Strangeways Brewery de Boddingtons. La popularité croissante du produit stimule la croissance de l'entreprise tout au long des années 1970. L'Observer commente en 1974 que le prix bas du produit et sa saveur distinctive lui offraient une clientèle inhabituellement fidèle. Michael Jackson décrit la bière comme "l'un des bitters exceptionnels de Grande-Bretagne" en 1978.
Des préoccupations concernant le contrôle de la qualité rend la brasserie réticente à étendre la distribution en dehors de son site. Boddingtons Bitter est distribué dans les Home Counties pour la première fois en 1983. Cependant, avec l'expansion de la production, certains se sont plaints que la bière perd une partie de son ancien caractère. Indépendamment de ces allégations, Boddingtons Bitter représente 90 % de la production de Strangeways Brewery en 1986.

### Croissance de la marque sous Whitbread
La société est acquise par Whitbread en 1989. Whitbread est motivé pour combler une lacune dans son portefeuille en possédant une marque de bière en fût crédible de réputation nationale. La capitalisation supérieure et le réseau de distribution de Whitbread lui ont permis d'étendre la marque Boddingtons à l'échelle nationale. Boddingtons est en déclin avant la prise de contrôle de Whitbread, et bien qu'il ait conservé une clientèle à Manchester, seulement 5% des ventes sont en dehors du Nord-Ouest.
Whitbread transforme la marque de régionale à nationale, augmentant la production de 200 000 à 850 000 barils par an entre 1989 et 1995,. En 1993, la version en fût n'est plus vendue que par Tetley et John Smith's, et la majorité des ventes se faisaient en dehors du Nord-Ouest. En 1994, c'est la quatrième marque de bitter la plus vendue au pays. La variante en conserve est distribuée dans tout le pays à partir de 1990 et est le bitter en conserve le plus vendu au Royaume-Uni de 1992 à 2000. La bière est officiellement exportée à partir de 1993, initialement au Canada.  
En 1997, les ventes de Boddingtons ont culminé et 1998 voit une baisse des ventes de 10 pour cent. Malgré ce revers, en 1998–1999, la part de Boddingtons sur le marché britannique de la bière est passée à 4,9% et les ventes ont augmenté de 7,3% en 1999–2000,.

### Déclin de la marque sous InBev
En 2000, la Whitbread Beer Company est rachetée par le brasseur belge Interbrew, qui possédait Stella Artois.
John Hegarty (en), qui travaille sur les campagnes publicitaires Boddingtons des années 1990, fait valoir qu'Interbrew, "ne se souciait tout simplement pas [de la marque], ils ont sous-investi et l'ont laissée pourrir".
La brasserie Strangeways ferme ses portes en 2003 avec la perte de 50 emplois. Dans un contexte de baisse des ventes, Interbrew relance le produit en fût dans le nord-ouest de l'Angleterre, avec un degré d'alcool accru.
En 2004, les propriétaires (maintenant connus sous le nom d'InBev) annoncent leur intention de fermer la brasserie Strangeways et de déplacer la majeure partie de la production de Manchester à Magor dans le sud du Pays de Galles et à Samlesbury dans le Lancashire, avec la perte de 60 emplois. La production de bière en fût de Boddingtons, qui représentait moins de 10 % de la production, est transférée à la Hydes Brewery à Moss Side. La production prend fin en 2005 et la brasserie est démolie en 2007.
En 2010, Boddingtons est la sixième bitter la plus vendue au Royaume-Uni, bien que les ventes aient chuté de près des trois quarts depuis le rachat par Anheuser-Busch InBev en 2000. Le brassage sous contrat de Boddingtons Cask s'est poursuivi jusqu'en 2012, date à laquelle la production de la bière prend fin.
La production est d'environ 250 000 hectolitres (6 604 301 gallons américains) en 2012, avec environ 80 % de la production destinée au marché britannique et environ 20 % destinée aux marchés d'exportation tels que Taïwan, Singapour et les Émirats arabes unis.
En 2017, Anheuser-Busch InBev annonce qu'elle lance une campagne numérique, sociale, de relations publiques et vidéo pour Boddingtons mettant en vedette Melanie Sykes qui est apparue dans des publicités pour la marque en 1997.